# Patxi Irurzun Ilundain
Patxi Irurzun Ilundain (Pamplona, 1969) es  escritor y periodista.

## Biografía
Nacido en Pamplona en 1969. Su padre falleció cuando Patxi contaba con tan solo tres años de edad. Su primer relato lo escribió durante su niñez, cuando, mientras jugaba con sus hermanos en el campo, se hirió y su madre le dio un cuaderno en el que comenzó a escribir. Se crio en el barrio pamplonés de la Chantrea.
Estudió Filología en la Universidad de Navarra, aunque gran parte de su formación como lector y escritor la realizó fuera de la universidad, leyendo libros y viviendo diversas experiencias. Tras concluir Filología trabajó en fábricas y almacenes. También fue barrendero, publicista, y comenzó a escribir en periódicos. De hecho se considera más periodista que filólogo.
El hilo conductor de sus novelas es el interés por los personajes extraños o excluidos, y el humor.
Escribe por las mañanas, y es bibliotecario y gestor cultural en el valle de Ultzama por las tardes.
Tiene dos hijos con su pareja.

## Publicaciones
Es autor de una amplia gama de publicaciones: 
- Libros de relatos: La tristeza de la tienda de pelucas, "Ajuste de cuentos", "Ultrachef", "El cangrejo valiente", "La polla más grande del mundo", "Cuentos sanfermineros", "Cuentos de color gris", "Once millones de ejemplares vendidos".
- Novelas históricas y de aventuras: Los dueños del viento, Diez mil heridas y El tren de los locos.
- Novelas del rock radikal vasco: "Tratado de hortografía" ,"Chucherías Herodes" y "La mentira es la que manda". Exitoso ciclo narrativo sobre un grupo punk de los 80 llamado Los Tampones que aborda, además de la música, numerosos temas como las relaciones familiares, el duelo, la crisis de la edad madura, etc. en un tono tragicómico. La primera entrega  "Tratado de hortografía",  ha tenido varias ediciones y ha sido editada también en México y Chile.
- Otras novelas: "Cholita voladora marciana",  "Pan duro","Ciudad Retrete", "¡Oh, Janis, mi dulce y sucia Janis!" y "Odio enamorado".
- Libros de temática social: Atrapados en el paraíso, sobre su viaje al vertedero de Payatas (Manila) y a Papúa Nueva Guinea. "De igual a igual. 8 historias del comedor solidario Paris365", "Mi papá me mima".
- Diario personal: Dios nunca reza es una tierna y cruda mirada, sin escudos y desde el Yo, a la paternidad, la vida y la escritura.
- Literatura infantil y juvenil: "Érase una vez en Navarra" (10 libros), "Kaperu", "Franklin, el del pararrayos", "Pizarro, el hijo del sol", Hernán Cortés, el conquistador", "Beethoven, el músico sordo", "Mozart, el pequeño gran músico".
Colabora habitualmente en prensa. Desde hace años mantiene la popular página quincenal en el magazine ON (diarios de Grupo Noticias) "Rubio de bote"

## Premios
Ha ganado diferentes premios como la primera edición de "El viajero", convocado por El País, el Ciudad de Palencia de Narrativa, el "Francisco Yndurain" para escritores jóvenes o el "Premio a la creación literaria del Gobierno de Navarra", y sido finalista en otros como el Premio Setenil, Premio Euskadi, Premio de literatura deportiva Marca o Premio Desnivel.